# Benjamin H. Vandervoort
Pour les articles homonymes, voir Vandervoort.
Benjamin Hayes "Vandy" Vandervoort, né le 3 mars 1917 à Gasport, dans l'État de New York et mort le 22 novembre 1990 à l'âge de 73 ans dans une maison de retraite des suites d'une chute, était un militaire américain avec le rang de lieutenant-colonel. Il a combattu durant la Seconde Guerre mondiale. Il fut décoré à deux reprises de la "Distinguished Service Cross".
Après son service actif comme lieutenant d'infanterie, il rejoignit les divisions de parachutisme militaire nouvellement créées durant le courant de l'été 1940.
À sa création, il devient membre du "505th Infantry Regiment" faisant partie de la 82e division aéroportée américaine.
Le capitaine Vandervoort fut le S3 (Staff Officer) du Commandant du "505th Infantry Regiment" (James M. Gavin) lorsque le régiment fut parachuté au-dessus de la Sicile durant l'Opération Husky.
Plus tard, il fut nommé "commandant de compagnie" du même régiment.
Après avoir été promu le 2 juin 1944 au grade de lieutenant-colonel à l'âge de 27 ans, il prit le commandement du second bataillon du 505e régiment d'infanterie parachutiste  et participa au largage aéroporté américain en Normandie, sur le village de Sainte-Mère-Église et à l'opération Market Garden.
Le général Matthew Ridgway décrivait Benjamin Vandervoort comme étant « le plus brave et le plus fiable commandant de bataille qu'il eut jamais connu ».
Dans le film Le Jour le plus long, son rôle est interprété par John Wayne, alors âgé de 54 ans.